# Поремби
Поремби (пол. Poręby) — самоврядне солтиство і правобережна частина села Босько (пол. Besko), розташована над річкою Віслок у Підкарпатському воєводстві Республіка Польща, Сяноцького повіту, гміна Босько.
| Польща | Це незавершена стаття з географії Польщі. Ви можете допомогти проєкту, виправивши або дописавши її. |